# The Haunted Dolls' House
The Haunted Dolls' House (“La casa de las muñecas embrujadas”) es un cuento corto del escritor M.R. James para la reina de Inglaterra Victoria Mary Augusta Louise Olga Puline Claudine Agnes, más conocida como María de Teck, y publicado en el libro A Warning to the Curious and Other Ghost Stories (1925).

## Resumen
Narra la historia de un comerciante de casas de muñecas, el señor Chittenden, quien apresurado por vender una casa de muñecas la más barata a un coleccionista de casas de muñecas estadounidense, el señor Dillet. 
Una vez que Dillet adquiere esta casa, en el transcurso de la madrugada comienza a darse cuenta de que los muñecos de esta tienen vida propia, por lo que comienza a mirar lo que ocurre dentro de la misma. Después de estar un rato observando lo que pasaba dentro de su casa de muñecas, Dillet se convierte en testigo del homicidio que es llevado a cabo dentro de su nueva adquisición, lo cual le quita el sueño. Al día siguiente decide irse a la playa a descansar por recomendación de su médico. Sin embargo, en camino a la playa, Dillet se encuentra con el señor Chittenden y su esposa, a quienes también se les recomendó tomarse unos días libres, debido a que ellos también habían experimentado lo visto por Dillet.
Al llegar a su destino, Dillet y Chittenden platican del suceso vivido con la casa de las muñecas, a lo que Dillet decide embarcarse en una aventura por la búsqueda de algunas respuestas que puedan explicar el origen de esta casa de muñecas maldita.

## Personajes
- Los muñecos de la casa.
- El señor Dillet.
- El señor Chittenden.
- La esposa del señor Chittenden.